# Армия Герцогства Варшавского

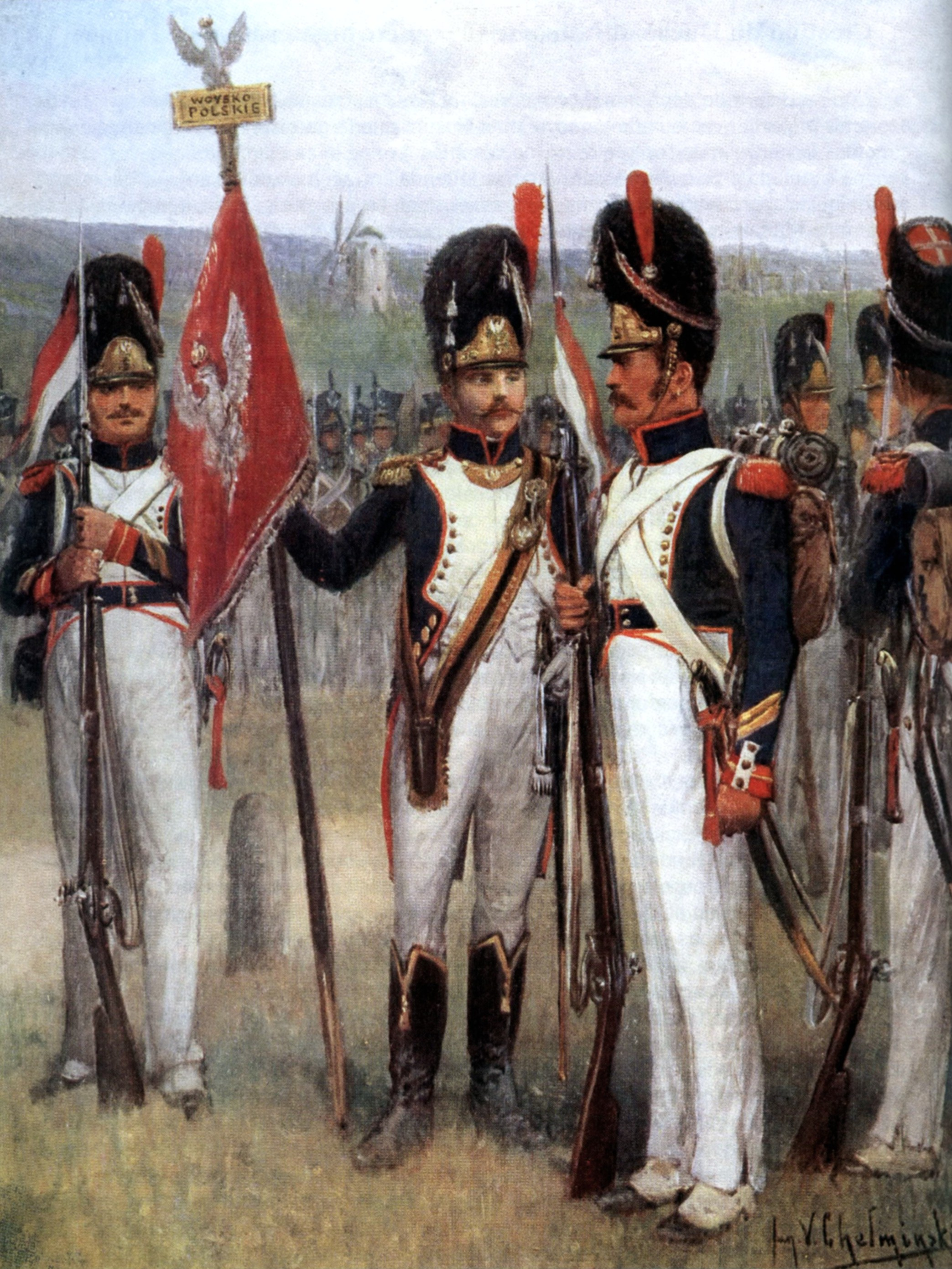
Солдаты 5-го пехотного полка армии Герцогства Варшавского.

Армия Герцогства Варшавского (пол. Armia Księstwa Warszawskiego) — войска Великого Герцогства Варшавского, существовавшие в 1807—1813 годах.

## История
В 1807 году по Тильзитскому миру из территорий, отошедших во время Второго и Третьего разделов Речи Посполитой к Пруссии было образовано Великое Герцогство Варшавское, фактически находившееся в зависимости от наполеоновской Франции. При этом была создана армия этого государства, численностью около 50 тысяч человек (35 тысяч человек пехоты, 12,5 тысяч человек кавалерии, 3,5 тысячи человек артиллерии и 800 сапёров). После войны с Австрией территория Княжества увеличилась за счет территорий отвоеванных у Австрии.
На 1810 год корпус войск Княжества Варшавского состоял из 4-х дивизий смешанного типа. Каждая дивизия формировалась в своем военном округе в соответствии с военными традициями бывшего Польского Королевства.
Пехота состояла из 17 полков трёхбатальонного состава; в батальоне было 6 рот (1 гренадерская, 1 егерских и 4 фузилерных).
Кавалерия состояла из 16 полков четырёхэскадронного состава (одного кирасирского, 2-х гусарских, 3-х конно-егерских и 10 уланских).
Артиллерия состояла из пешего полка в 12 рот и конного полка в 2 батареи.
Инженерные войска составлял 6-ротный батальон сапёров и понтонёров.
Кроме этих частей, были ещё войска армии Французской империи, образованные из поляков и содержавшийся исключительно на средства французского правительства. К числу этих войск принадлежал Легион Вислы, в составе 4 полков пехоты и полка кавалерии. В 1811 году эти войска были усилены ещё двумя легкоконными полками. Кроме того, в составе старой гвардии Наполеона находился ещё гренадерский легкоконный полк, сформированный в 1807 году из родовитой польской молодежи.
Полки армии Княжества Варшавского приняли участие в войне с Испанией и зарекомендовали себя там с самой блестящей стороны. Особенно прославился гвардейский легкоконный полк, 3-й эскадрон которого произвёл 30 ноября 1808 года легендарную атаку у Сомосьерры.
В 1809 году 65 тысяч человек войск герцогства Варшавского приняли участие в войне с Австрией.
Готовясь к войне с Россией, Наполеон потребовал в 1811 году от поляков высшего напряжения их военных сил. Кроме действующих войск, было сформировано 14 тысяч человек запасных войск (17 батальонов (по одному на пехотный полк), 16 эскадронов (по одному на кавалерийский полк) и батальон артиллерии). Затем была создана милиция численностью в 18 тысяч человек, и к началу войны 1812 года Наполеон располагал 85 тысячами человек польских войск.
При открытии военных действий в 1812 году в Великой армии Наполеона находились следующие польские войска:
- войска герцогства Варшавского, составившие V корпус Великой армии;
- войска герцогства Варшавского, которые находились в составе французских корпусов: две пехотные бригады Радзивила (5-й, 10-й и 11-й пехотные полки) и Жолтовского (4-й, 7-й и 9-й пехотные полки) и кавалерийская бригада дивизия Рожнецкого (2-й, 3-й и 16-й уланские полки). Бригады Радзивила вошли в состав дивизии Гранжана X корпуса Макдональда; бригада Жолтовского — в дивизию Жирара IX корпуса Виктора; кавалерийская бригада Рожнецкого находилась в IV кавалерийском корпусе Латур-Мобура. Кроме того, 13-й пехотный полк был оставлен гарнизоном в Замостье.
- французские войска, составленные исключительно из поляков (Легион Вислы, 1-й, 2-й, 3-й и 4-й пехотные и 7-й легкоконные полки), вошли в дивизию Клапареда, находившуюся в составе гвардейского корпуса, 8-й легкоконный полк — в бригаду Корбино II корпуса, и 9-й легкоконный полк — в 1-ю дивизию лёгкой кавалерии Бриера. В составе Старой гвардии находился гвардейский легкоконный польский полк.

Кроме этих войск, Наполеон призвал под Польские знамёна бывших подданными Российской империи. В июле 1812 года он приказал сформировать в литовских губерниях национальную гвардию, жандармов, гвардейский уланский полк, 4 пехотных и 5 кавалерийских полков Корпуса литовских войск Польской армии Генеральной Конфедерации Польского Королевства.
В общем, в армии Наполеона собралось не менее 120 тысяч поляков, литвинов и татар из литовских губерний.
Во время кампании 1812 года кавалерийская дивизия Каминского была выделена из состава V корпуса: 3 полка были присоединены к IV корпусу Латур-Мобура, а 3 полка — к корпусу Мюрата. У Л. Н. Толстого «Война и Мир», есть эпизод поиска брода через Неман кавалеристами в начале войны 1812 года.
В 1813 году из остатков польских полков и новых рекрут был сформирован VIII корпус, силою в 14,5 тысяч человек, под командованием Понятовского. Остальные польские войска были снова распределены по французским корпусам и гарнизонам крепостей. Общее число поляков в армии Наполеона к этому времени было свыше 40 тысяч человек.
В Лейпцигской битве VIII корпус, геройски прикрывая отступление Наполеона, почти весь был уничтожен.
В январе 1814 года остатки этого корпуса и других полков были собраны в Седане, под командованием генерала Домбровского, и образовали 1 пехотный полк, 2 уланских полка и полки кракусов. Остатки 3-х кавалерийских полков Легиона Вислы были соединены в 7-й уланский полк. Из всей польской артиллерии были сформированы пешая и конная батареи. Из офицеров, оставшихся без солдат, составили почётные эскадроны. Общее число польских войск, не считая гвардии, к этому времени едва достигало 4 тысяч человек.
11 апреля 1814 года, после отречения Наполеона от престола, польским войскам было разрешено возвратиться на родину с их войсковым имуществом. Только из добровольцев гвардейского легкоконного полка был сформирован эскадрон для сопровождения Наполеона на Эльбу. Эскадрон этот принял участие в событиях 1815 года и погиб целиком под Ватерлоо.

## Униформа
После создания Княжества Варшавского его армия была сформирована из трех легионов, формировавшихся на землях бывшего Польского Королевства, находящихся под прусской оккупацией.
Из каждого легиона было сформировано по полку с номерами 1, 2 и 3, которые продолжали носить униформу легионов.
В первом полку пехоты темно-синяя униформа с желтыми отворотами, красным воротником и красными манжетами.
Во втором полку пехоты отвороты белые.
В третьем полку отвороты малиновые.
После военной реформы 1808 года армия была поделена на 2 дивизии. Отвороты во всех пехотных полках дивизии белые (в 4 пп желтые, в 13 пп небесного цвета). В первой дивизии канты желтые, во второй малиновые.
После реформы 1810 года во всех полках пехоты была введена единообразная униформа с белыми отворотами и малиновыми кантами.